# Ordoqui

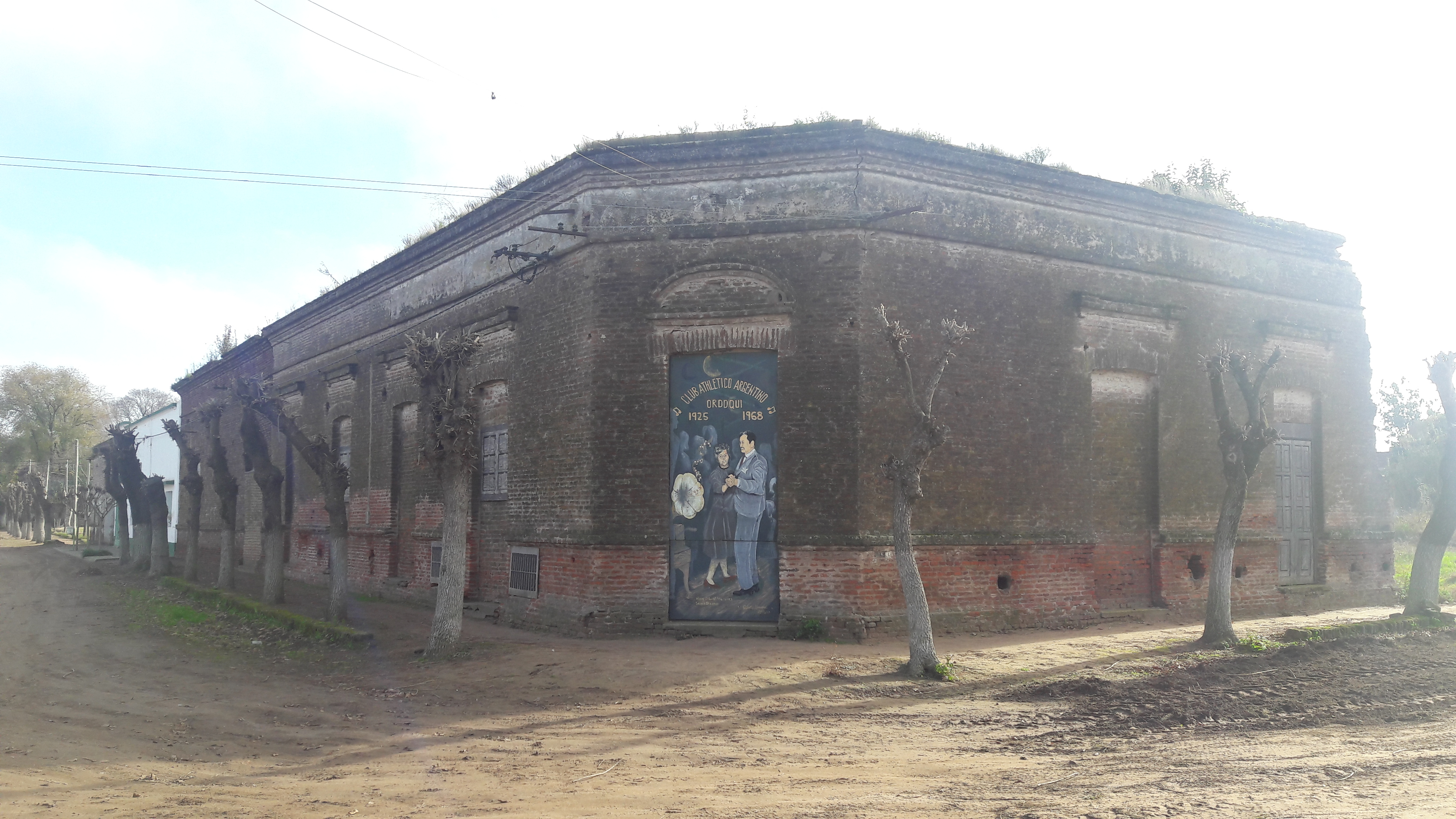

Ordoqui é uma localidade do partido de Carlos Casares, da província de Buenos Aires, na Argentina. Possui uma população estimada em 174 habitantes segundo censo de 2010.